# Annie Leonard
Annie Leonard, née en 1964 à Seattle aux États-Unis, est une militante altermondialiste américaine dénonçant les dérives du consumérisme. Elle est plus particulièrement connue pour son film L'Histoire des choses traitant du cycle de vie des produits manufacturés.

## Biographie
Annie Leonard a obtenu ses diplômes universitaires du Barnard College et à l'Université Cornell où elle est diplômée en planification urbaine. Elle a une fille appelée Dewi, née en 1999. Elle vit à San Francisco.
Narratrice et créatrice d'un documentaire animé concernant le cycle de vie des produits manufacturés, L'Histoire des choses (en anglais The Story of Stuff). Le documentaire est issu d'une version plus longue d'une heure. Elle a également publié une version écrite du film, sous la forme d'un livre sorti aux États-Unis et au Royaume-Uni en 2010 à paraître en France en novembre 2010 sous le titre La planète bazar.
Après The Story Of Stuff, elle a créé The Story of Cap and Trade (L'histoire de la Bourse du carbone), The Story of Bottled Water (L'histoire de l'eau en bouteille), The Story of Electronics (L'histoire de matériel électronique), et The Story of Cosmetics (L'histoire des cosmétiques).
En parallèle de son travail sur le projet The Story Of Stuff, elle est également cocréatrice et coordinatrice du GAIA (Alliance mondiale pour les alternatives à l'incinération) et travaille également aux directoires de l'IFG (Forum international pour la mondialisation)[réf. nécessaire] et de l'EHF (Fonds pour la santé environnementale)[réf. nécessaire]. Par le passé, elle s'est impliquée dans l'association Greenpeace[réf. nécessaire].